# 三船美佳
三船 美佳（みふね みか、1982年9月12日 - ）は、日本のタレント、女優である。スタッフ・アップ所属。横浜インターナショナルスクール卒業。東京都出身。

## 来歴・人物
1982年9月12日、父・三船敏郎と、敏郎の愛人（内縁関係）であった母・喜多川美佳の長女として生まれる。母の芸名と同じく「美佳」と命名される。
敏郎は1997年（平成9年）に死去したが、その遺言によって初めて敏郎の子として認知された。
1997年、日本放送協会 (NHK) の大河ドラマ『毛利元就』に出演。その後はバラエティ番組への出演が増える。
1998年9月12日、16歳の誕生日に24歳年上の高橋ジョージと結婚した。
2004年11月、第1子となる女児を出産したことが発表された。
2011年、理想の有名人夫婦を選ぶ「パートナー・オブ・ザ・イヤー2011」に選出された。
2013年末より、母と長女とともに大阪へ移住。大阪へ移住した理由については「東京生まれ東京育ちの私ですが、初めて大阪に行ったときにラテンのノリというか、ここ好き。私の居場所と思った。ニューヨークやハワイに留学した事もあり、距離感が懐かしくて心地良い。みんな優しい。知らない人に話しかけても大丈夫。道を聞いたらついてきてくれることもある」「体はジムで鍛えられるけど、心は鍛えられない。パニック障害やPTSDを発症し、悩んでいた当時は死についても考えていました。そんな状態だったので大阪の人の温かさに触れたときに、三船美佳という人間にもう一度魂が入ったような感覚がありました。環境は大事だなと実感しました」と話した。
2015年1月16日に、高橋と離婚訴訟中であることを公表し、高橋から外出を制限されたり暴言を浴びせられるなどのモラルハラスメントがあったことを主張と報道される。
2016年3月29日、裁判を取り下げ協議離婚の成立を報告した。高橋は三船に対するモラルハラスメント疑惑を改めて否定した。
2019年4月1日、3歳年上で大阪府内で美容院経営をしている一般人男性と再婚。
2020年7月11日、第2子妊娠を公表。9月18日、第2子女児出産を報告。

### エピソード
- 三船は一貫してインターナショナル・スクールでの教育を受けてきたこともあり、例えば「国民の祝日の名前」といった日本的な常識には疎い部分がある。
- 三船史郎は異母兄にあたるが、年齢は30歳以上離れている。そのため、史郎の実子である力也とは5歳しか違わない。
- 高橋ジョージとは14歳の時、虎舞竜のコンサートの楽屋に母親と訪ねて映画への出演交渉がきっかけで知り合い、15歳で高橋が監督する映画に出演し交際がはじまる。妻16歳、夫40歳での結婚は話題となった。
- いわゆる天然系で、『クイズ!ヘキサゴンII』では珍回答を連発していた。一方、ちょっとしたことに感激して涙を流すことが多く、感涙する姿を幾度もみせている。
- 普通免許と大型自動二輪免許を取得している[1]。
- 2018年8月21日、『ダウンタウンDX』で母親の喜多川とテレビ初共演を果たしている。
- 明るいイメージを持たれるが、「わたしなんて」と自己肯定感が低い時期もあった[3]。

## 受賞歴
- 第22回日本アカデミー賞 新人俳優賞受賞（1998年度公開「友情」、1999年受賞）
- 第3回COTTON USAアワード『Mrs.COTTON USA』（2006年受賞）

## 出演

### テレビドラマ
- 毛利元就 第32話 - 第36話（1997年、NHK） - 少女時代の阿古の方 役
- 痛快!三匹のご隠居 第5話（1999年、テレビ朝日） - おきぬ 役
- 南町奉行事件帖 怒れ!求馬 II 第1話（1999年、TBS） - お絹 役
- 水戸黄門 第28部（2000年、TBS）
- R-17 第7話 - 第9話（2001年、テレビ朝日） - 西本京子 役
- 土曜ワイド劇場 救急救命士・牧田さおり 1（2002年、テレビ朝日） - 佐倉夏美 役
- 水戸黄門 第30部 第8話（2002年、TBS）
- アイノウタ 第15話（2002年、BS-i）
- 探偵家族 第8話（2002年、日本テレビ）
- ナイトホスピタル〜病気は眠らない〜（2002年、読売テレビ） - 秋元あかね 役
- 忠臣蔵〜決断の時（2003年、テレビ東京） - 上杉の密偵・梅 役
- 怪談新耳袋 第2シリーズ「旅館」「死神」（2003年、BS-i） - 詩織 役
- 月曜ミステリー劇場 宗像教授伝奇考 2（2003年、TBS）
- ラブ・ジャッジ 1（2003年、TBS）
- ケータイ刑事 銭形舞 第8話（2003年、BS-i） - 宗武不二子 役
- 横山秀夫サスペンス 4 ペルソナの微笑（2004年、TBS）
- 水戸黄門 第33部 第5話（2004年、TBS）
- さそり 第4話・第5話（2004年、BS-i）
- 月曜ミステリー劇場 血痕 警科研・湯川愛子の鑑定ファイルシリーズ（2004年 - 2013年） - 湯川朋子 役
- 火曜サスペンス劇場 屋形船の女 3（2004年、日本テレビ）
- こちら本池上署 第5シリーズ（2005年、TBS） - 久保田晶子 役
- On line（2005年、BSフジ）
- 幸せになりたい! 第2話・第3話（2005年、TBS） - 桂真紀 役
- パンチライン（2006年、TBS）
- 病院のチカラ〜星空ホスピタル〜 第3話・第4話（2007年4月 - 5月、NHK） - 水谷杏子 役
- 月曜ゴールデン 緑川警部シリーズ（2009年 - 2012年、TBS） - 緑川陽子 役
- 警部補 矢部謙三 2（2013年7月 - 8月、テレビ朝日） - 御手洗仁美 役

### テレビ番組
- 芸能人NO.1妻は誰だ！ 決定！アイアン主婦（2005年1月9日、東海テレビ）[13]
- クイズ!ヘキサゴンII（2005年10月 - 2006年11月、フジテレビ）
- スッキリ!!（2006年4月 - 2011年3月28日、日本テレビ） - 月曜コメンテーター
- 森田一義アワー 笑っていいとも!（2006年4月 - 2007年9月、フジテレビ） - 木曜レギュラー
- シャル・ウィ・ダンス?〜オールスター社交ダンス選手権〜（2006年、日本テレビ）
- ものまねバトル（日本テレビ） - 審査員
- 朝だ!生です旅サラダ（2009年4月4日 - 2023年3月25日、朝日放送 → 朝日放送テレビ）
- 住人十色（2012年6月2日 - 、毎日放送）
- ジョージ＆美佳 アメリカ感動ロード〜音楽がくれた勇気〜（2012年11月18日、仙台放送） - 旅人
- 絶品！シアワセなる食卓（2013年4月12日 - 2014年3月28日、BS-TBS）
- キャスト（2013年 - 2015年、朝日放送） - 火曜コメンテーター
- 午後キュン（2016年4月9日 - 2018年3月31日、サンテレビ）
- 情報スタジアム 4時!キャッチ（2018年4月6日 - 2020年3月27日、サンテレビ） - 金曜MC
- ローカル路線バス乗り継ぎの旅W (テレビ東京、2023年7月22日・12月16日) [14][15][16]

### ネット配信番組
- 三船美佳のずぼらぼ ズボラ生活研究所（2006年 - 2023年、BIGLOBEストリーム → GyaO）（既に動画配信サービスや「GYAO!ストア」は3月31日にサービスを終了しており、名実ともにGYAOは消滅する[17]。）

### 映画
- 友情 Friendship（1998年） - 島崎あゆみ 役。役作りのため、スキンヘッドに挑戦した。
- ラッキーロードストーン（1999年） - 高橋ジョージ、実母の喜多川美佳と共演。この映画共演を機に高橋と交際・結婚した。
- コンクリート (映画)（2004年） - 松山佳代子 役
- 海と夕陽と彼女の涙 ストロベリーフィールズ（2006年） - 春美 役
- ローカル路線バス乗り継ぎの旅 THE MOVIE（2016年）[18]
- 海の沈黙（2024年）[19]

### 舞台
- 恋の骨折り損？（2004年、劇団たいしゅう小説家）
- はい！丸尾不動産です。〜本日、家に化けて出ます〜（2019年、ABCホール、主催：カンテレ）[20]

### ラジオ番組
- 三船美佳のBari²美佳バリア（1997年、文化放送）

### CM
- 明治乳業 アクアブルガリアクール（1997年）
- 高橋書店 手帳（2007年） - 高橋ジョージとの共演
- トヨタ自動車 オールトヨタミニバン合同「地デジで5万円キャッシュバックキャンペーン」篇（2007年5月 - 終了） - 高橋ジョージとの共演
- シダックス（2007年） - 高橋ジョージとの共演
- 小林製薬 ブルーレットおくだけ（2009年8月 - 2011年）
- 富士重工業（2013年）
- フィリップスエレクトロニクスジャパン Noodle Maker（2014年）

### Web
- 三船美佳 モッテコ書店 （2009年5月28日）

### その他
- みなとみらいリフォームフェスティバル（2010年11月22日） - イベント出演

## ディスコグラフィ
- Birthday Party（2008年11月5日発売、映画『Yes!プリキュア5GoGo! お菓子の国のハッピーバースディ♪』エンディングテーマ、三船美佳&THE TRA★BRYU with Renon名義）